# Benjamin Tagger
Benjamin Tagger, né en 1912 à Tachkent et mort pour la France le 21 août 1944 à Toulon, est un militaire et résistant franco-libanais d'origine russe, Compagnon de la Libération. Soldat expérimenté de l'armée libanaise, il décide de se rallier à la France libre au début de la Seconde Guerre mondiale et participe aux combats en Afrique, au Proche-Orient et en Italie avant d'être tué lors de la Libération de la France. 

## Biographie

### Jeunesse et engagement
Benjamin Tagger naît en 1912 à Tachkent, alors dans l'Empire russe, sur le territoire du Turkestan russe, futur Ouzbékistan. Après la Première Guerre mondiale, il émigre au Grand Liban et, naturalisé libanais, s'engage dans l'armée en 1931, cinq ans après que le Grand Liban est devenu la république du Liban. Affecté au 3e bataillon de chasseurs du Liban, il est déjà un soldat expérimenté lorsqu'arrive la Seconde Guerre mondiale.

### Seconde Guerre mondiale
Après la défaite de la France, administratrice du Liban, et de l'armistice du 22 juin 1940 qu'il refuse, Benjamin Tagger décide de quitter l'armée régulière libanaise et s'engage dans les forces françaises libres le 17 janvier 1941 ce qui lui vaudra d'être condamné à mort par contumace pour trahison et désertion par le tribunal militaire du quartier général de l'armée du Levant. Incorporé à une troupe spéciale, il participe à la campagne d'Érythrée puis retourne au Levant pour prendre part à la campagne de Syrie en juin 1941. En octobre suivant, il est affecté au bataillon de marche no 3 à titre français, au regard de sa participation à la campagne d'Érythrée. Muté au bataillon de marche no 11 (BM11) le 13 avril 1943, il prend part à la guerre du désert et combat en Libye et en Égypte lors de la seconde bataille d'El Alamein.
Promu capitaine à titre exceptionnel le 1er mars 1943, il est engagé dans la campagne de Tunisie et est blessé au cours d'un combat où il se distingue en s'emparant d'une position occupée par l'ennemi. Suivant l'avancée de la 1re division française libre dont fait partie le BM11, il participe à la campagne d'Italie où il est à nouveau blessé. Hospitalisé à Blida, en Algérie, il quitte l'hôpital contre avis médical afin de retrouver plus rapidement le BM et participer avec lui au débarquement de Provence. 
Débarqué le 16 août 1944 à Cavalaire, il prend part à la bataille de Toulon. Le 21 août, il est transféré à la 5e compagnie du BM11 pour en prendre le commandement en remplacement du lieutenant Louis Dupuis, tué la veille,. Mais il meurt à son tour, atteint par des éclats d'obus alors qu'il mène la compagnie à l'assaut d'un fortin solidement tenu par l'ennemi,. Il est alors remplacé par Pierre Moguez,. D'abord inhumé au cimetière divisionnaire des militaires morts pour la France à La Londe-les-Maures, Benjamin Tagger est ensuite réinhumé à la nécropole nationale de Boulouris à Saint-Raphaël.

## Décorations
|  |  |  |

| Compagnon de la Libération Par décret du 20 novembre 1944 | Compagnon de la Libération Par décret du 20 novembre 1944 | Compagnon de la Libération Par décret du 20 novembre 1944 | Croix de guerre 1939-1945 | Croix de guerre 1939-1945 | Croix de guerre 1939-1945 | Médaille coloniale Avec agrafes "Érythrée" et "Libye" | Médaille coloniale Avec agrafes "Érythrée" et "Libye" | Médaille coloniale Avec agrafes "Érythrée" et "Libye" |